# ليجاو
ليجاو (بالإنجليزية: City of Ligao) هي مدينة في الفلبين، تتبع ألباي، بلغ عدد سكانها 104٬914  نسمة، في 2010، تبلغ مساحتها 246٫75 كيلومتر مربع، رمزها البريدي هو 4504.

## الموقع
تشترك في الحدود مع:
- Oas, Albay [الإنجليزية]‏
- Pio Duran [الإنجليزية]‏
- Guinobatan [الإنجليزية]‏.

## المناخ
يظهر الجدول التالي التغييرات المناخية على مدار السنة لليجاو:
| البيانات المناخية لـليجاو         | البيانات المناخية لـليجاو | البيانات المناخية لـليجاو | البيانات المناخية لـليجاو | البيانات المناخية لـليجاو | البيانات المناخية لـليجاو | البيانات المناخية لـليجاو | البيانات المناخية لـليجاو | البيانات المناخية لـليجاو | البيانات المناخية لـليجاو | البيانات المناخية لـليجاو | البيانات المناخية لـليجاو | البيانات المناخية لـليجاو | البيانات المناخية لـليجاو |
| الشهر                             | يناير                     | فبراير                    | مارس                      | أبريل                     | مايو                      | يونيو                     | يوليو                     | أغسطس                     | سبتمبر                    | أكتوبر                    | نوفمبر                    | ديسمبر                    | المعدل السنوي             |
| --------------------------------- | ------------------------- | ------------------------- | ------------------------- | ------------------------- | ------------------------- | ------------------------- | ------------------------- | ------------------------- | ------------------------- | ------------------------- | ------------------------- | ------------------------- | ------------------------- |
| متوسط درجة الحرارة الكبرى °م (°ف) | 26 (79)                   | 27 (81)                   | 28 (82)                   | 30 (86)                   | 30 (86)                   | 30 (86)                   | 29 (84)                   | 29 (84)                   | 29 (84)                   | 28 (82)                   | 28 (82)                   | 27 (81)                   | 28 (83)                   |
| متوسط درجة الحرارة الصغرى °م (°ف) | 22 (72)                   | 22 (72)                   | 22 (72)                   | 23 (73)                   | 24 (75)                   | 25 (77)                   | 25 (77)                   | 24 (75)                   | 24 (75)                   | 24 (75)                   | 24 (75)                   | 23 (73)                   | 24 (74)                   |
| الهطول مم (إنش)                   | 138 (5.4)                 | 83 (3.3)                  | 74 (2.9)                  | 50 (2.0)                  | 108 (4.3)                 | 165 (6.5)                 | 202 (8.0)                 | 165 (6.5)                 | 190 (7.5)                 | 186 (7.3)                 | 188 (7.4)                 | 183 (7.2)                 | 1٬732 (68.3)              |
| متوسط الأيام الممطرة              | 16.8                      | 11.9                      | 13.5                      | 13.8                      | 20.5                      | 25.2                      | 27.4                      | 26.2                      | 26.1                      | 24.7                      | 20.7                      | 18.5                      | 245.3                     |
| المصدر: Meteoblue                 |                           |                           |                           |                           |                           |                           |                           |                           |                           |                           |                           |                           |                           |